# Neoperla bareensis
Neoperla bareensis (лат.) — вид веснянок рода Neoperla из семейства настоящие веснянки (Perlidae).

## Распространение
Африка: Камерун; голотип собран в 1908 году около Баре (Bare; 5.019471°N, 9,963293°E).

## Описание
Веснянки средней величины (около 1 см). Длина передних крыльев 18 мм. Основная окраска тела светло-охристая, тёмными являются только внутриглазничное пятно и нечёткая полоса вдоль затылочного шва. Стернит S8 без рисунка, каудальный край не изменён, без сильных волосков. Вагина маленькая, с множеством мелких спикул латерально от сперматекального стебля (SSt), образующих тонкую спираль, длина которой едва вдвое превышает длину вагины. Вытянутая и частично голая базальная часть короткая, дистальнее имеется плотный налёт чешуек. Размер яиц 350*200 мкм, контур яйца с небольшими углами вблизи середины длины и у основания параболического оперкулума. ДНК голотипа самки из Камеруна, единственный известный экземпляр, был секвенирован с использованием метода геномного скиминга, в результате чего было получено 10 962 bp митохондриальных белок-кодирующих генов. Вид имеет сильную поддержку (36,9/97/98) как родственный Neoperla lineata.

## Таксономия и этимология
Таксон был впервые описан в 2023 году немецким энтомологом Питером Цвиком (Шлиц; Германия) и австралийским биологом Андреасом Цвиком (Australian National Insect Collection; CSIRO; Канберра, Австралия). Название представляет собой прилагательное, образованное от названия типового местонахождения (Kamerun, Bare).